# Thomas Winkelbauer
Thomas Winkelbauer (* 14. März 1957 in Wien) ist ein österreichischer Historiker. Von 2010 bis 2020 war er Direktor des Instituts für Österreichische Geschichtsforschung.

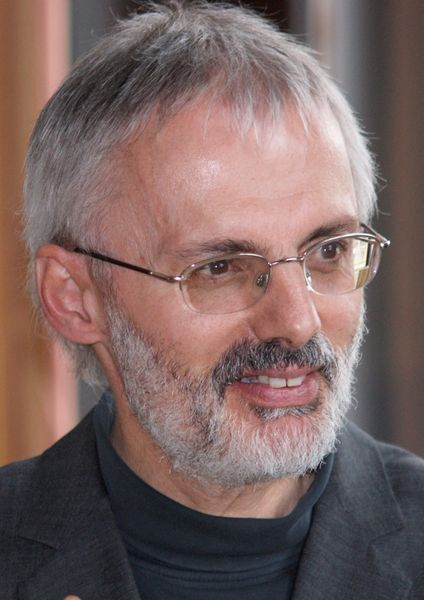
Thomas Winkelbauer, aufgenommen von Werner Maleczek

## Leben und Wirken
Winkelbauer besuchte das Gymnasium in Zwettl. Anschließend studierte er Geschichte, Politikwissenschaft und Klassische Philologie (letzteres ohne Abschluss) an der Universität Wien und erwarb dort 1984 an der Geisteswissenschaftlichen Fakultät das Doktorat der Philosophie. Er ist außerdem Absolvent des Ausbildungskurses am Institut für Österreichische Geschichtsforschung. Ab 1984 war er zunächst Universitätsassistent bei Wolfgang Häusler, wurde 1987 Universitätslektor und 1995 Assistenzprofessor. Im Jahr 1998 habilitierte sich Winkelbauer mit einer Studie über Gundaker von Liechtenstein und erhielt die Lehrbefugnis für das Fach Österreichische Geschichte. Von 2007 bis 2022 war Winkelbauer am Institut für Geschichte der Universität Wien als Nachfolger Wolfgang Häuslers Inhaber der Professur für Österreichische Geschichte mit einem Schwerpunkt auf der Geschichte der Habsburgermonarchie seit dem 16. Jahrhundert. Er leitete dieses Institut auch als Vorstand. Im Wintersemester 1998/99 war er Gastprofessor an der Universität Salzburg. Von 1991 bis 2018 war Vizepräsident und seit Mai 2018 Präsident des Waldviertler Heimatbundes. Von 2010 bis 2020 war er Direktor des Instituts für Österreichische Geschichtsforschung.
Seine Forschungsschwerpunkte sind die Geschichte der Habsburgermonarchie sowie der böhmischen und österreichischen Länder in der Neuzeit, die Verwaltungsgeschichte der Habsburgermonarchie in der Frühen Neuzeit, die Herrschaftsverwaltung, Grundherren und Untertanen, Grundherrschaft und bäuerliche Gemeinde in Niederösterreich und Mähren vom 16. Jahrhundert bis 1848 sowie die Geschichte des Faches Geschichte an der Universität Wien. Als sein Hauptwerk gilt Ständefreiheit und Fürstenmacht. Länder und Untertanen des Hauses Habsburg im konfessionellen Zeitalter 1522–1699. Die Darstellung wurde zum Standardwerk für die Geschichte der Habsburgermonarchie in den ersten beiden Jahrhunderten der Neuzeit. Zur Geschichte der Habsburgermonarchie in der Frühen Neuzeit und zur Geschichte des Waldviertels verfasste er zahlreiche Publikationen. Er legte 2015 eine Geschichte der Universität Wien von den Anfängen um 1500 bis etwa 1975 vor. Ziel der Darstellung ist, der „institutionellen Entwicklung des Faches Geschichte und der Lehr- und Publikationstätigkeit der auf bzw. in den einschlägigen Lehrkanzeln, Seminaren und Instituten tätigen Professoren“ nachzugehen.
Ihm wurden zahlreiche Ehrungen und Mitgliedschaften zugesprochen. Für seine Dissertation wurde ihm 1985 der Leopold-Kunschak-Preis zugesprochen. Er erhielt 1998 für seine Habilitationsschrift den Anerkennungspreis des Landes Niederösterreich für besondere Leistungen auf dem Gebiete der Wissenschaft. Winkelbauer wurde 2007 korrespondierenden Mitglied der Österreichischen Akademie der Wissenschaften, 2008 ordentliches Mitglied der Historischen Kommission bei der Bayerischen Akademie der Wissenschaften, 2010 wirkliches Mitglied der Österreichischen Akademie der Wissenschaften und 2012 ordentliches Mitglied der Academia Europaea, Für seine Verdienste für die grenzüberschreitende Zusammenarbeit wurde er 2006 zum Ehrendoktor der Philosophischen Fakultät der Masaryk-Universität in Brünn ernannt. Er ist Mitglied der Vereinigung für Verfassungsgeschichte.

## Schriften (Auswahl)
Monographien
- Das Fach Geschichte an der Universität Wien. Von den Anfängen um 1500 bis etwa 1975 (= Schriften des Archivs der Universität Wien. Band 24). V & R Unipress, Göttingen 2018, ISBN 3-8471-0814-X.
- Fürst und Fürstendiener. Gundaker von Liechtenstein. Ein Österreichischer Aristokrat des konfessionellen Zeitalters (= Mitteilungen des Instituts für Österreichische Geschichtsforschung. Ergänzungsband. Band 34). Oldenbourg, Wien u. a. 1999, ISBN 978-3-486-64837-9.
- Gundaker von Liechtenstein als Grundherr in Niederösterreich und Mähren. Normative Quellen zur Verwaltung und Bewirtschaftung eines Herrschaftskomplexes und zur Reglementierung des Lebens der Untertanen durch einen adeligen Grundherrn sowie zur Organisation des Hofstaats und der Kanzlei eines „Neufürsten“ in der ersten Hälfte des 17. Jahrhunderts (= Fontes rerum Austriacarum. Abt. 3, Band 19). Böhlau, Wien 2008, ISBN 978-3-205-77795-3.
- Ständefreiheit und Fürstenmacht. Länder und Untertanen des Hauses Habsburg im konfessionellen Zeitalter 1522–1699. Ueberreuter, Wien 2003, ISBN 3-8000-3528-6.
- Robot und Steuer. Die Untertanen der Waldviertler Grundherrschaften Gföhl und Altpölla zwischen feudaler Herrschaft und absolutistischem Staat (vom 16. Jahrhundert bis zum Vormärz) (= Forschungen zur Landeskunde von Niederösterreich. Band 25). Verein für Landeskunde von Niederösterreich, Wien 1986.
- Studien zur Geschichte der Wald- und Mühlviertler Glashütten, ihrer Glasmeister und Arbeiter im 17. und 18. Jahrhundert. Ungedruckte Staatsprüfungsarbeit am Institut für Österreichische Geschichtsforschung, Wien 1986.

Herausgeberschaften
- mit Susanne Claudine Pils und Rudolf Leeb: Staatsmacht und Seelenheil. Gegenreformation und Geheimprotestantismus in der Habsburgermonarchie (= Veröffentlichungen des Instituts für Österreichische Geschichtsforschung. Band 47). Oldenbourg, München u. a. 2007, ISBN 3-7029-0546-4.
- mit Michael Hochedlinger: Herrschaftsverdichtung, Staatsbildung, Bürokratisierung. Verfassungs-, Verwaltungs- und Behördengeschichte der Frühen Neuzeit (= Veröffentlichungen des Instituts für Österreichische Geschichtsforschung. Band 57). Oldenbourg, München 2010, ISBN 978-3-486-59767-7.
- Die Habsburgermonarchie (1526–1918) als Gegenstand der modernen Historiographie (= Veröffentlichungen des Instituts für Österreichische Geschichtsforschung. Band 78). Böhlau, Wien 2022, ISBN 978-3-205-21660-5.
- mit Michael Hochedlinger und Petr Mat’a: Verwaltungsgeschichte der Habsburgermonarchie in der Frühen Neuzeit. Band 1: Hof und Dynastie, Kaiser und Reich, Zentralverwaltungen, Kriegswesen und landesfürstliches Finanzwesen. Vandenhoeck & Ruprecht, Göttingen 2019, ISBN 978-3-205-20766-5.